# Трасти, Остон
Остон Ливай-Джисая Трасти (англ. Auston Levi-Jesaiah Trusty; род. 12 августа 1998, Медия, Пенсильвания, США) — американский футболист, защитник клуба «Селтик» и сборной США.

## Клубная карьера
Трасти — воспитанник клуба «Филадельфия Юнион». В 2016 году он начал выступать за резервную команду «Филадельфии Юнион» «Бетлехем Стил». В USL дебютировал 10 апреля в матче против «Нью-Йорк Ред Буллз II». 10 августа «Филадельфия Юнион» подписала с Трасти контракт по правилу доморощенного игрока. В MLS он дебютировал 3 марта 2017 года в матче стартового тура сезона против «Нью-Инглэнд Революшн». 15 сентября 2018 года в матче против «Монреаль Импакт» забил свой первый гол в карьере.
20 ноября 2019 года Трасти был приобретён «Колорадо Рэпидз» за $600 тыс. в распределительных средствах, подписав многолетний контракт с клубом. «Юнион» получит дополнительно $150 тыс. в случае достижения им определённых показателей в течение сезона 2020 и комиссию от суммы его возможной продажи за пределы MLS: в 30 % — при продаже до 1 января 2022 года, в 25 % — при продаже 1 января 2022 года или позднее. За «Рэпидз» он дебютировал 17 июля 2020 года в матче Турнира MLS is Back против «Спортинга Канзас-Сити», выйдя на замену. 16 декабря Трасти подписал с «Колорадо Рэпидз» новый контракт до конца сезона 2023. 29 сентября 2021 года в матче против «Остина» забил свой первый гол за «Рэпидз».
31 января 2022 года Трасти перешёл в клуб английской Премьер-лиги «Арсенал», но остался в «Колорадо Рэпидз» в аренде до 17 июля. 15 июля «Арсенал» отдал Трасти в аренду клубу Чемпионшипа «Бирмингем Сити» на сезон. За «Бирмингем Сити» он дебютировал 30 июля в матче стартового тура сезона 2022/23 против «Лутон Таун». 8 октября в матче против «Бристоль Сити» он забил свои первые голы за «Бирмингем Сити», сделав дубль.

## Международная карьера
В 2015 году Трасти в составе юношеской сборной США принял участие в юношеском чемпионате мира в Чили. На турнире он сыграл в матче против команды Нигерии.
В 2017 году Трасти в составе молодёжной сборной США выиграл молодёжный чемпионат КОНКАКАФ в Коста-Рике. На турнире он сыграл в матчах против команд Сальвадора и Гондураса.
В том же году Трасти принял участие в молодёжном чемпионате мира в Южной Корее, будучи включённым в заявку сборной вместо Марлона Фосси, выбывшего из-за травмы. На турнире он сыграл в матчах против команд Новой Зеландии и Венесуэлы.
20 декабря 2018 года Трасти был впервые вызван в сборную США, в ежегодный январский тренировочный лагерь, завершавшийся товарищескими матчами со сборными Панамы и Коста-Рики, но в обоих матчах оставался в запасе. За сборную США он дебютировал 24 марта 2023 года в матче Лиги наций КОНКАКАФ 2022/23 против сборной Гренады, выйдя в стартовом составе.

## Достижения
США (до 20 лет)
- Чемпион КОНКАКАФ среди молодёжных команд: 2017